# Jakob Hegner
Jakob Hegner est un imprimeur, traducteur et éditeur autrichien. Né à Vienne le 25 février 1882, il est décédé à Lugano le 24 septembre 1962.

## Biographie
Il fait ses études à Vienne et travaille en même temps chez l'éditeur Hermann Seemann. Après un voyage à Florence, il fonde en 1903 à Berlin la maison d'édition qui porte son nom. En 1912, il crée la Hellerauer Verlag Jakob Hegner qui comprend les premières traductions en allemand des œuvres de Paul Claudel.
En 1936, il est expulsé d'Allemagne par le Troisième Reich et s'installe à Vienne où il fonde la Thomas-Verlag. Après l'annexion de l'Autriche en 1938, il s'exile au Royaume-Uni. À la fin de la Seconde Guerre mondiale, il s'installe en Suisse où il fonde la Summa-Verlag (1946) puis en 1949, crée à Cologne la Jakob-Hegner-Verlag.
Jakob Hegner fut un important promoteur des auteurs chrétiens comme Theodor Haecker et Romano Guardini et édita de nombreux livres d'art graphique.
On lui doit aussi des traductions d'auteurs français et anglais tels que Georges Bernanos, Ernest Hello, Francis Jammes, Bruce Marshall, Guy de Maupassant ou Marcel Schwob.